# Gnetum
Gnetum ist die einzige Gattung der Familie der Gnetaceae innerhalb der Ordnung Gnetales. Die etwa 30 Arten sind tropische, verholzende nacktsamige Pflanzen.

## Beschreibung

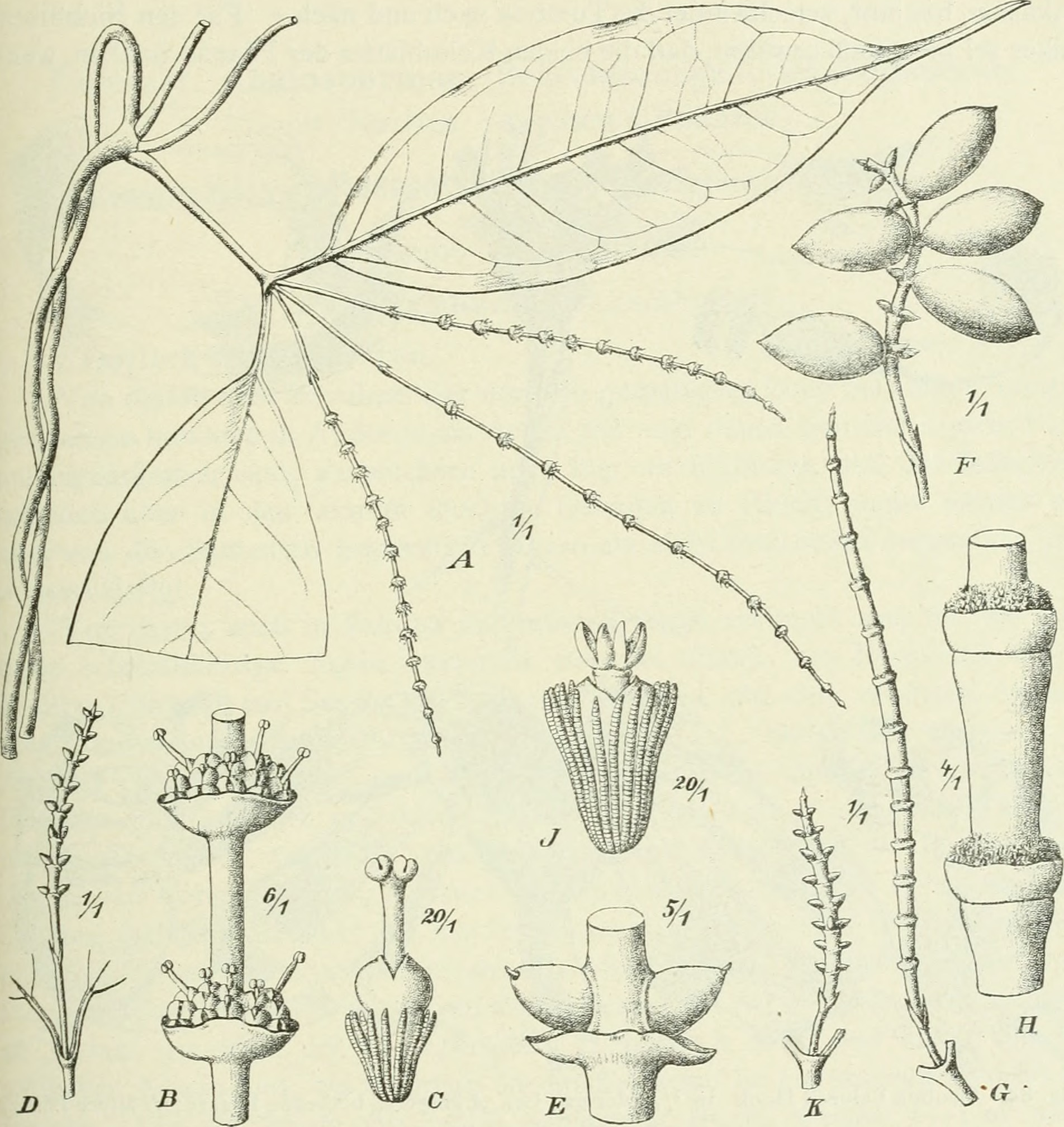
Illustration aus Die Pflanzenwelt Afrikas, insbesondere seiner tropischen Gebiete – Grundzüge der Pflanzenverbreitung im Afrika und die Charakterpflanzen Afrikas, 1910 von Gnetum africanum

### Vegetative Merkmale
Alle Gnetum-Arten sind verholzende Pflanzen, die meisten sind Lianen, einige sind kleine Bäume oder Sträucher. Das Sekundärholz enthält Tracheen. Gnetum haben echte Laubblätter, wie die Blätter der Angiospermen. Sie haben breite Blattspreiten mit Netzaderung.

### Generative Merkmale
Die Gnetum-Arten sind getrenntgeschlechtige Pflanzen, es gibt einhäusige (monözische) oder zweihäusige (diözische) Arten. Die Blüten eines Geschlechtes stehen zu mehreren in traubigen Blütenständen. Der Nucellus der Samenanlage ist von drei Hüllen umgeben. Die Samen enthalten zwei Keimblätter (Kotyledonen).

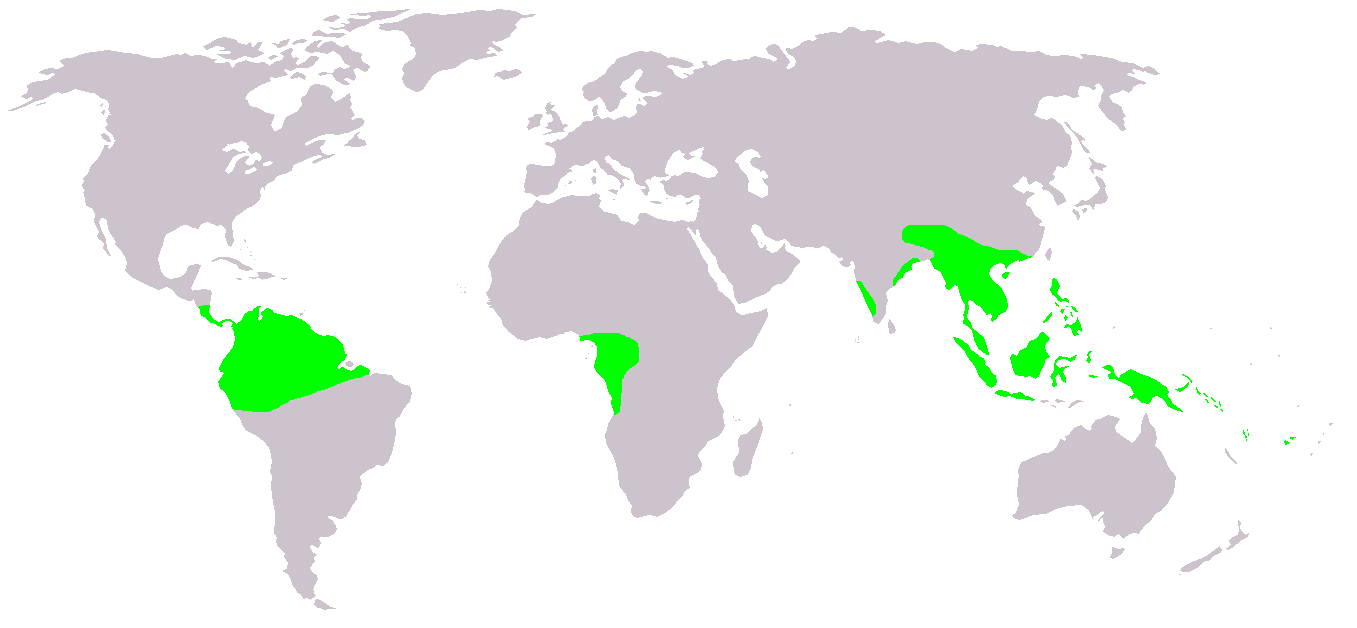
Verbreitung der Gattung Gnetum

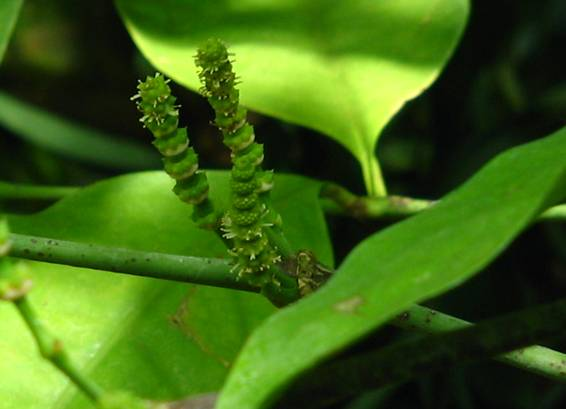
Sektion Gnetum Untersektion Gnetum: Gnetum gnemon, männlicher Blütenstand

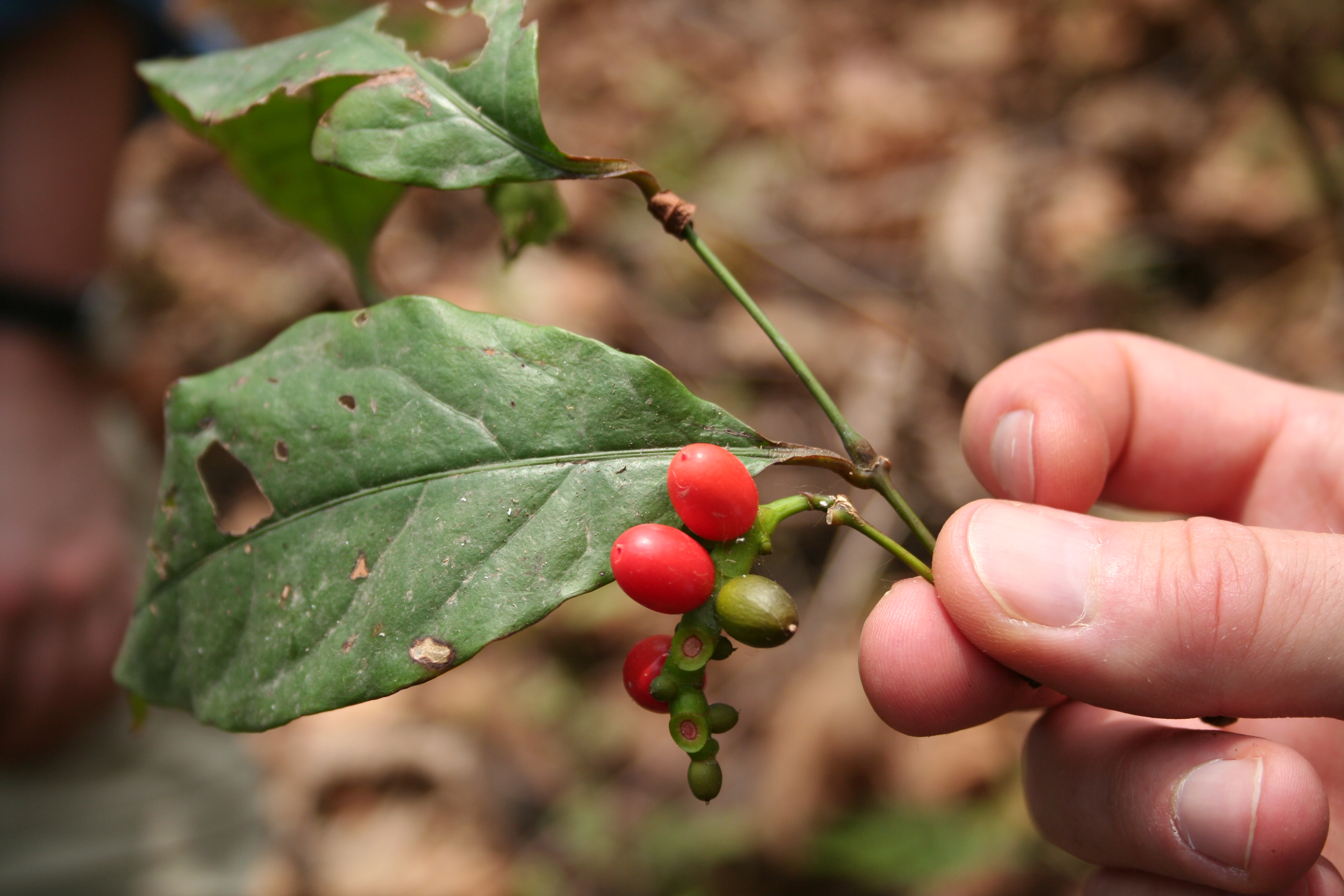
Sektion Gnetum Untersektion Micrognemones: Gnetum africanum

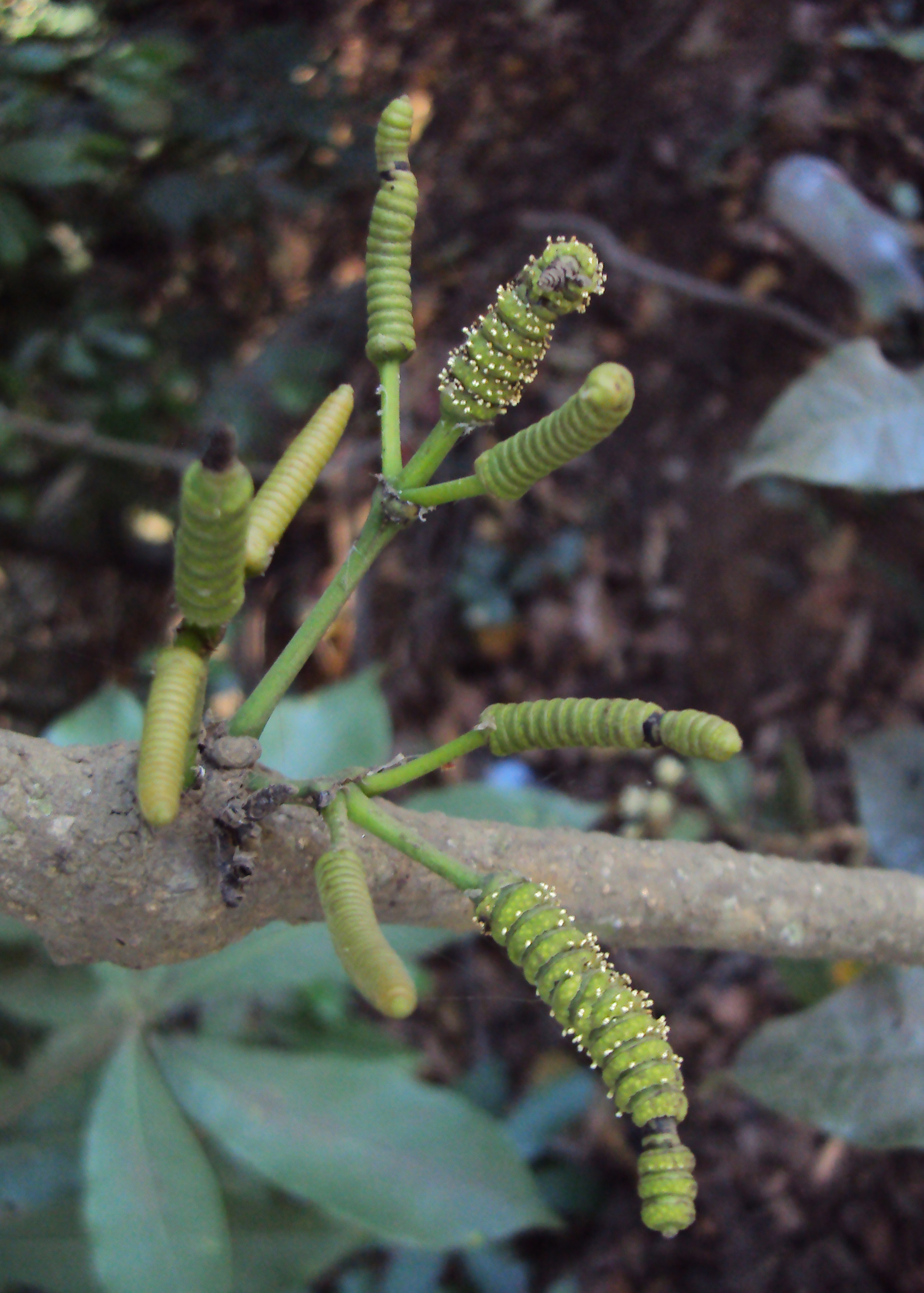
Sektion Cylindrostachys: Gnetum latifolium

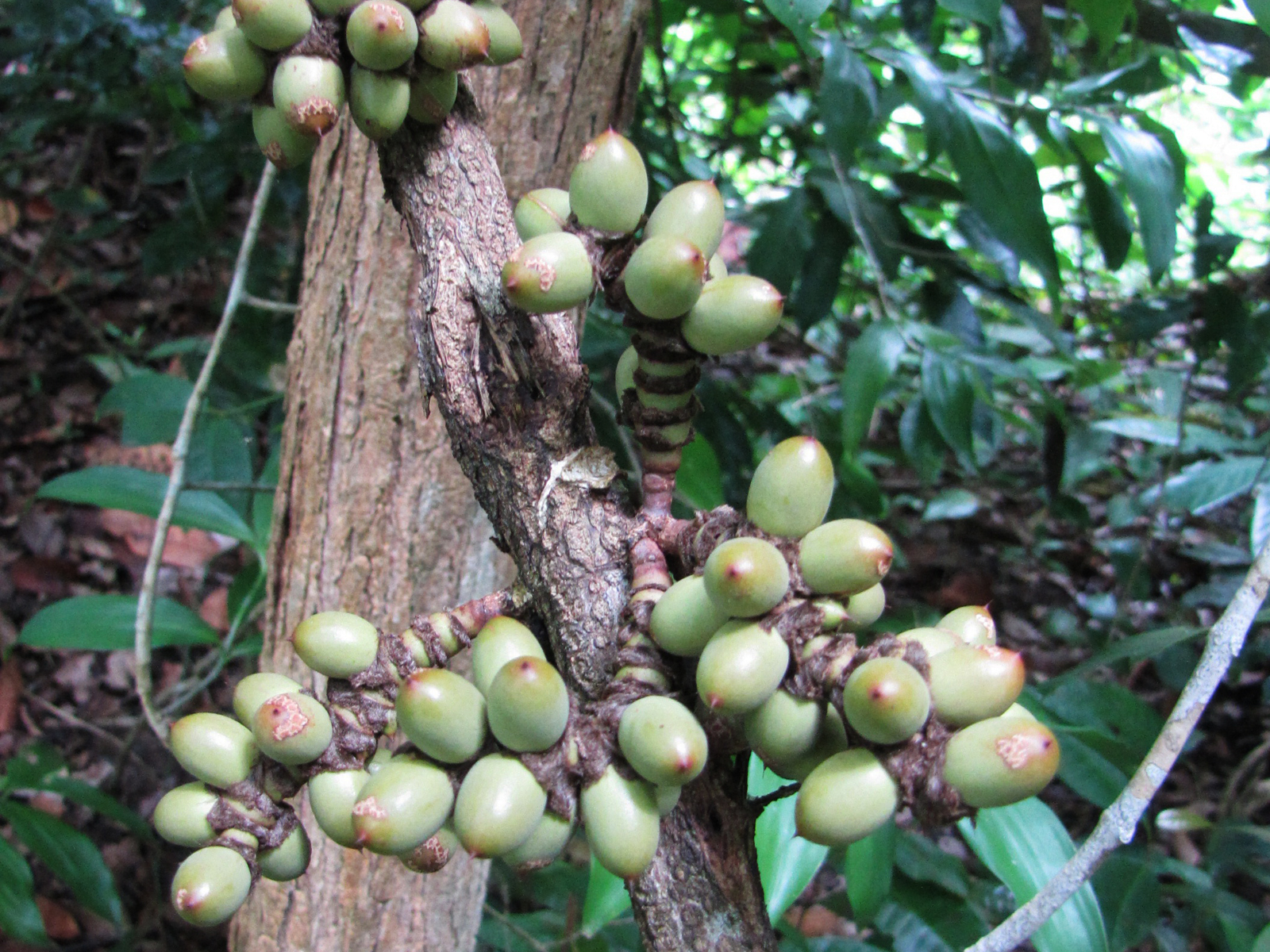
Sektion Cylindrostachys: Gnetum macrostachyum

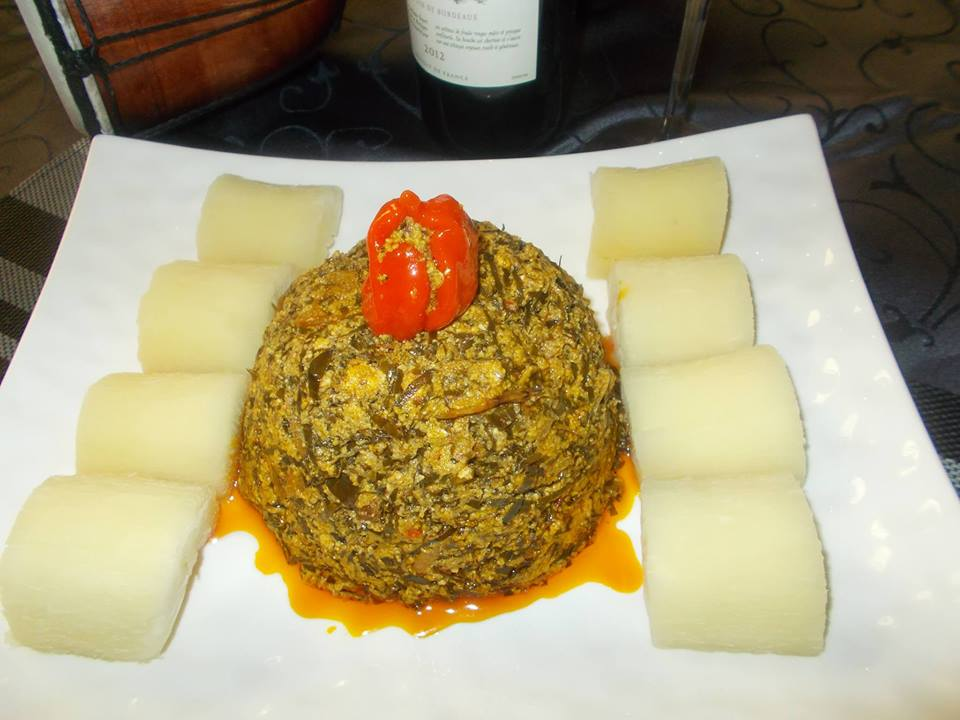
Gnetum Okok (óder ikok) gekocht und Maniokdampf

## Systematik und Verbreitung
Die Gattung Gnetum wurde 1767 durch Carl von Linné aufgestellt. Synonyme für Gnetum L. sind Gnemon Rumph. ex Kuntze nom. illeg., Thoa Aubl., Abutua Lour., Arthostema Neck.
Die Gattung Gnetum besitzt eine rein tropische Verbreitung, mit Arten in der Neotropis, in Westafrika, Indien und Südostasien bis Fidschi.
Die Gattung Gnetum wird in zwei Sektionen und vier Untersektionen gegliedert. Es gibt 30 bis 40 Arten; molekulargenetische Stammbäume schließen bereits die meisten dieser Arten ein:
- Sektion Gnetum: Sie enthält drei Untersektionen:[1]
  - Untersektion Gnetum: Die zwei Baum-Arten sind in Südostasien verbreitet:[1]
    - Gnetum gnemon L.: Sie wird angebaut und vielfältig genutzt (engl.: Spanish Joint Fir; span.: Malinjo, Melinjo); tritt in mindestens zwei Varietäten auf:
      - Gnetum gnemon L. var. gnemon (Syn.: Gnetum gnemon var. ovalifolium (Poir.) Blume): Sie ist in Tibet, auf dem Malaiischen Archipel, den Philippinen, Neuguinea und den Inseln im westlichen Pazifik bis Fidschi verbreitet.[2]
      - Gnetum gnemon var. brunonianum (Griff.) Markgr.: Sie kommt von Assam bis zum westlichen Borneo vor.[2]
      - Gnetum gnemon var. gracile Markgr.: Dieser Endemit kommt nur in Sulawesi vor.[2]
      - Gnetum gnemon var. griffithii (Parl.) Markgr.: Sie kommt von Assam bis zur Malaiischen Halbinsel vor.[2]
      - Gnetum gnemon var. tenerum Markgr.: Sie kommt in Thailand, Malaysia und Borneo vor.[2]

  - Untersektion Micrognemones: Die zwei Lianen-Arten sind im tropischen Westafrika verbreitet:[1]
    - Gnetum africanum Welw.: Sie ist im tropischen Zentralafrika bis Angola verbreitet.[2]
    - Gnetum buchholzianum Engl.: Sie ist von Nigeria bis zum tropischen West- und Zentralafrika vor.[2]

  - Untersektion Araeognemones: Die etwa neun Lianen-Arten sind in der Neotropis verbreitet (span.: Ituá):
    - Gnetum camporum (Markgr.) D.W.Stev. & Zanoni: Sie gedeiht in der Gran Sabana in Höhenlagen von 1350 bis 1500 Metern, das ist eine Hochebene in Venezuela. Das Verbreitungsgebiet reicht vom südlichen Kolumbien bis zum südlichen Venezuela und Guayana.[2]
    - Gnetum leyboldii Tul.: Sie gedeiht in Höhenlagen von 0 bis 500 Metern im nördlichen Brasilien, von Amazonas bis Bolivar in Venezuela, im östlichen Ecuador und Kolumbien verbreitet. Sie kommt auch in Costa Rica, Panama, Bolivien und Peru vor.[2]
    - Gnetum nodiflorum Brongn. (Syn.: Gnetum amazonicum Tul.): Sie gedeiht in weiten Teilen des tropischen Südamerika vom Tiefland bis zum Guiana-Hochland, bevorzugt in der Nähe von Flüssen.
    - Gnetum paniculatum Spruce ex Benth.: Sie gedeiht im Tiefland in weiten Teilen des nördlichen Südamerika.[2]
    - Gnetum schwackeanum Taub. ex A.Schenk: Sie kommt von Kolumbien und Venezuela bis zum nördlichen Brasilien vor.[2]
    - Gnetum urens (Aubl.) Blume: Sie gedeiht in weiten Teilen des nördlichen Tieflands von Südamerika, bevorzugt in der Nähe von Flüssen.
    - Gnetum venosum Spruce ex Benth.: Sie kommt von Venezuela bis zum nördlichen Brasilien vor.[2]
- Sektion Cylindrostachys: Es gibt nur eine Untersektion:[1]
  - Untersektion Cylindrostachys: Die etwa 20 Lianen-Arten sind im südlichen Asien und im indomalayischen Raum verbreitet:[1]
    - Gnetum arboreum Foxw.: Dieser Endemit kommt nur auf der philippinischen Insel Luzon vor.[2]
    - Gnetum catasphaericum H.Shao: Sie kommt in den chinesischen Provinzen Yunnan und südliches Guangxi vor.[2]
    - Gnetum contractum Markgr.: Die Heimat ist das südliche Indien.[2]
    - Gnetum costatum K.Schum.: Sie kommt vom östlichen Neuguinea bis zu den Salomonen vor.[2]
    - Gnetum cuspidatum Blume: Ihr Verbreitungsgebiet reicht von Indochina bis Neuguinea.[2]
    - Gnetum diminutum Markgr.: Die Heimat ist Borneo.[2]
    - Gnetum edule (Willd.) Blume (Syn.: Gnetum ula Brongn.): Sie kommt im südwestlichen Indien vor.[2] Die Chromosomenzahl beträgt 2n = 22.[3]
    - Gnetum giganteum H.Shao: Sie kommt nur im chinesischen Autonomen Gebiet Guangxi vor.[2]
    - Gnetum gnemonoides Brongn.: Ihr Verbreitungsgebiet reicht von Malesien bis zum Bismarck-Archipel.[2]
    - Gnetum gracilipes C.Y.Cheng: Die Heimat sind die chinesischen Provinzen Yunnan und Guangxi.[2]
    - Gnetum hainanense C.Y.Cheng ex L.K.Fu, Y.F.Yu & M.G.Gilbert: Sie kommt vom südlichen China bis Hainan vor.[2]
    - Gnetum klossii Merr. ex Markgr.: Die Heimat ist das nördliche Borneo.[2]
    - Gnetum latifolium Parl.: Sie kommt in sechs Varietäten von Assam bis Papuasien vor.[2]
      - Gnetum latifolium var. funiculare Markgr.: Sie kommt von Thailand bis zum westlichen Malesien vor.[2]
      - Gnetum latifolium var. latifolium: Sie kommt von Assam bis Neuguinea vor.[2]
      - Gnetum latifolium var. laxifrutescens (Elmer) Markgr.: Sie kommt von den Philippinen bis zum Bismarck-Archipel vor.[2]
      - Gnetum latifolium var. longipes (Markgr.) T.H.Nguyên: Sie kommt in Indochina, auf den Philippinen und in Neuguinea vor.[2]
      - Gnetum latifolium var. macropodum (Kurz) Markgr.: Sie kommt auf den Andamanen und den Nicobaren vor.[2]
      - Gnetum latifolium var. minus (Foxw.) Markgr.: Sie kommt von Indochina bis ins zentrale Malesien vor.[2]

    - Gnetum leptostachyum Blume: Sie kommt in vier Varietäten in Indochina und auf Borneo vor:[2]
      - Gnetum leptostachyum var. abbreviatum Markgr.: Sie kommt in Borneo vor.[2]
      - Gnetum leptostachyum var. elongatum Markgr.: Sie kommt in Indochina vor.[2]
      - Gnetum leptostachyum var. leptostachyum: Sie kommt im nördlichen Thailand und in Borneo vor.[2]
      - Gnetum leptostachyum var. robustum Markgr.: Sie kommt in Borneo vor.[2]

    - Gnetum loerzingii Markgr.: Die Heimat ist das nördliche Sumatra.[2]
    - Gnetum luofuense C.Y.Cheng: Die Heimat ist das südöstliche China.[2]
    - Gnetum macrostachyum Hook. f.: Sie kommt von Indochina bis ins westliche Malesien und in Neuguinea vor.[2]
    - Gnetum microcarpum Blume: Sie kommt vom südlichen Indochina bis isn westliche Malesien vor.[2]
    - Gnetum montanum Markgr.: Sie kommt vom Himalaja bis ins südliche China und in Indochina vor.[2] Die Chromosomenzahl beträgt 2n = 44.[3]
    - Gnetum neglectum Blume: Die Heimat ist Borneo.[2]
    - Gnetum oblongum Markgr.: Sie kommt von Bangladesch bis Myanmar vor.[2]
    - Gnetum oxycarpum Ridl.: Die Heimat ist Sumatra.[2]
    - Gnetum parvifolium (Warb.) Cheng: Sie kommt vom südlichen China bis Indochina vor.[2]
    - Gnetum pendulum C.Y.Cheng: Sie kommt von Tibet bis ins südliche China vor.[2]
    - Gnetum raya Markgr.: Die Heimat ist Borneo.[2]
    - Gnetum ridleyi Gamble: Die Heimat ist Malaysia.[2]
    - Gnetum tenuifolium Ridl.: Sie kommt von Thailand bis Sumatra vor.[2]

Ohne Zuordnung zu einer Sektion:
- Gnetum interruptum Biye: Sie wurde 2013 aus westlich-zentralen tropischen Afrika erstbeschrieben.[2]
- Gnetum latispicum Biye: Sie wurde 2013 erstbeschrieben und kommt von Kamerun bis zur Zentralafrikanischen Republik vor.[2]

## Nutzung
Von vielen Gnetum-Arten werden Pflanzenteile gegessen. Die stärkereichen Samen werden geröstet oder sie werden gemahlen; aus dem Mehl werden in Fett Fladen gebacken. Die Blätter werden als Blattgemüse zubereitet. Einige Arten werden als Heilpflanzen genutzt. Die Rinde liefert hochwertige Fasern, zum Beispiel für Saiteninstrumente.

## Weiterführende Literatur
- Chen Hou, Aelys M. Humphreys, Olle Thureborn, Catarina Rydin: New insights into the evolutionary history of Gnetum (Gnetales). In: Taxon, Volume 64, Issue 2, 2015, S. 239–253. doi:10.12705/642.12
- Chen Hou: Evolutionary studies of the Gnetales. Thesis for PhD degree, Stockholm Juni 2016. online.

- Karte mit allen verlinkten Seiten:
- OSM |
- WikiMap